# Strophostyles helvula
Strophostyles helvola là một loài thực vật có hoa trong họ Đậu. Loài này được (L.) Elliott miêu tả khoa học đầu tiên.